# Fred Kohler
Fredrick Louis Kohler, detto Fred (Kansas City, 20 aprile 1888 – Hollywood, 28 ottobre 1938), è stato un attore statunitense.

## Filmografia parziale
- La fiamma della vita (The Flame of Life), regia di Hobart Henley (1923)
- Eliotropio (Forgotten Faces), regia di Victor Schertzinger (1928)
- The River of Romance, regia di Richard Wallace (1929)
- La mazzata (Thunderbolt), regia di Josef von Sternberg (1929)
- The Dummy, regia di Robert Milto (1929)
- La diga della morte (Carnival Boat), regia di Albert S. Rogell (1932)
- Goin' to Town, regia di Alexander Hall (1935)
- I cavalieri del Texas (The Texas Rangers), regia di King Vidor (1936)

## Doppiatori italiani
- Mario Besesti in I cavalieri del Texas